# Otacílio Neto
Otacílio Mariano Neto, mais conhecido como Otacílio Neto (Orós, 17 de novembro de 1982), é um ex-futebolista brasileiro e Treinador Atualmente, lidera o Sub-20 do Iguatu.

## Biografia
Em 2001, Otacílio deixou a cearense Orós com a mulher Leidiana para se arriscar em São Paulo e trabalhar numa pizzaria. Jogando na várzea, chamou a atenção de um olheiro, hoje seu empresário, Márcio Rocha.
Começou sua carreira no Guarani de Venâncio Aires junto com Mano Menezes que era o técnico, e logo após assinou com o Ituano.
Depois do Ituano, passou por outras equipes do interior de São Paulo como Capivariano, Osasco, Oeste de Itápolis, Barretos FC e Noroeste, onde fez sucesso.
Em 2007, após um bom Campeonato Paulista com a camisa do Noroeste, o atacante acertou sua ida para o Figueirense.
Em 2008, ele voltou novamente para o Noroeste. Autor de 10 gols no Paulistão, Otacílio Neto assinou contrato com o Corinthians por quatro temporadas. O desejo do Timão em contratar o atacante já era antigo. Após o Campeonato Paulista de 2007, o jogador esteve nos planos do time paulista, mas o negócio não pôde ser concretizado na ocasião.
Estreou em 16 de setembro de 2008, no empate com o Brasiliense em 1 a 1, em partida válida pelo Campeonato Brasileiro Série B de 2008.
Seu futebol despertou o interesse do Flamengo, que tentou trazê-lo para reforçar o time para o Brasileirão de 2009, mas não conseguiu. Como a negociação com o Flamengo não vingou, Otacílio foi emprestado ao Grêmio Barueri, para a disputa do Brasileirão de 2009.
Em 2010, Otacílio foi contratado pela Ponte Preta para a disputa do Campeonato Paulista 2010, mas não teve boas atuações e foi dispensado após a 5ª rodada do Campeonato Brasileiro da Série B.
Em 2010, Otacílio Neto foi emprestado ao Goiás e em sua passagem pelo clube, marcou o último gol no goleiro Bruno antes dele ser preso, em jogo válido pela 7ª Rodada do Brasileirão de 2010, em que o Goiás venceu o Flamengo de virada, com o gol de Otacílio após a falha grotesca do goleiro.
Em 2011, o atacante defendeu o Noroeste no Campeonato Paulista, mas o clube foi rebaixado, e Otacílio não aguentou a pressão da torcida e foi dispensado. E, depois de quase 2 meses de férias, foi apresentado no Bragantino, e em sua estreia foi expulso.
Em 2012, Otacílio Neto foi para o Ituano.
Acertou em 2013 com o Botafogo-SP.
Em 2014, acertou com o Rio Branco-SP para disputar o Campeonato Paulista de Futebol - Série A2. Ainda em 2014 foi transferido para o Colo Colo de Futebol e Regatas de Ilhéus.
Em 2015, acertou a usa transferência para o Ypiranga, para a disputa do Campeonato Gaúcho. Logo após o Campeonato Gaúcho, o jogador foi apresentado no Blumenau para a disputa do Campeonato Catarinense Série B. Para o resto da temporada de 2015, acertou com o Guarani de Juazeiro.
Em 2016, acertou com a Associação Desportiva Iguatuense, o Azulão de Iguatu, para disputa do Campeonato Cearense Série B 2016.
Em 2019, retornou para mais uma passagem no Sete de Setembro, na cidade de Dourados. 
No inicio de 2020, chegou ao Aquidauanense como reforço para o campeonato sul-mato-grossense.
Ainda em 2020, chegou ao Iguatu, onde ficou até se aposentar após o Campeonato Cearense 2022.

## Títulos
Noroeste
- Copa Federação Paulista de Futebol: 2005

Corinthians
- Campeonato Brasileiro - Série B: 2008
- Campeonato Paulista: 2009
- Copa do Brasil: 2009

Iguatu
- Taça Padre Cícero: 2018